# Harrington (Delaware)
Harrington es una ciudad ubicada en el condado de Kent en el estado estadounidense de Delaware. En el año 2000 tenía una población de 3,174 habitantes y una densidad poblacional de 613 personas por km².

## Geografía
Harrington se encuentra ubicado en las coordenadas 38°55′28″N 75°34′29″O / 38.92444, -75.57472.

## Demografía
Según la Oficina del Censo en 2000 los ingresos medios por hogar en la localidad eran de $30,945, y los ingresos medios por familia eran $36,815. Los hombres tenían unos ingresos medios de $32,064 frente a los $20,801 para las mujeres. La renta per cápita para la localidad era de $15,049. Alrededor del 16.5% de la población estaban por debajo del umbral de pobreza.

## Localidades adyacentes
Diagrama de las localidades a un radio de 16 km a la redonda de Harrington.